# Anaerob uthållighet
Anaerob uthållighet är kroppens förmåga att arbeta med hög intensitet under förhållandevis kort tid med hjälp av både aeroba och anaeroba processer. Alltså med hjälp av metaboliska processer som både kräver, respektive inte kräver syre. Kroppen kan utnyttja anaerob uthållighet under kortvariga, maximala belastningar, till exempel sprinterlopp. Anaerobt arbete innebär att kroppen inte har tillräcklig tillgång till syre, utan måste skaffa energi på annat sätt. Då erhålls mjölksyra som biprodukt. Denna form av uthållighet är idag mest aktuell i samband med idrottsutövning och annan fysisk tävlingsverksamhet.
Vid en löprunda där maximal kraft används, kommer benen att "stumna" mot slutet av loppet, följt av tung andning. Både stelheten i benen och den kraftiga andningen efter loppet beror på att kroppen inte fått tillräckligt med syre under löpningen. Detta tillstånd kallas ibland för syreskuld. Anaerob uthållighet är mycket vanligt vid kortdistanslöpning, som till exempel 200- och 400-meterslopp.